# إن ذا إند
إن ذا إند، (بالإنجليزية: In the End)‏ هي أغنية من إنتاج فرقة الروك الأمريكية لينكين بارك من الألبوم هايبرد ثيوري المُصدَر عام 2000. أُصدرت الأغنية في التاسع من أكتوبر 2001 وهي رابع وآخر أغنية منفردة في الألبوم. وهي من أكثر أغاني لينكين بارك تميزًا وشهرة. وهي ثاني أكثر أغنية استعرضتها الفرقة في مسيرتها بعد أغنية «ون ستيب كلوزر (One Step Closer)».